# Hendrik Speecq

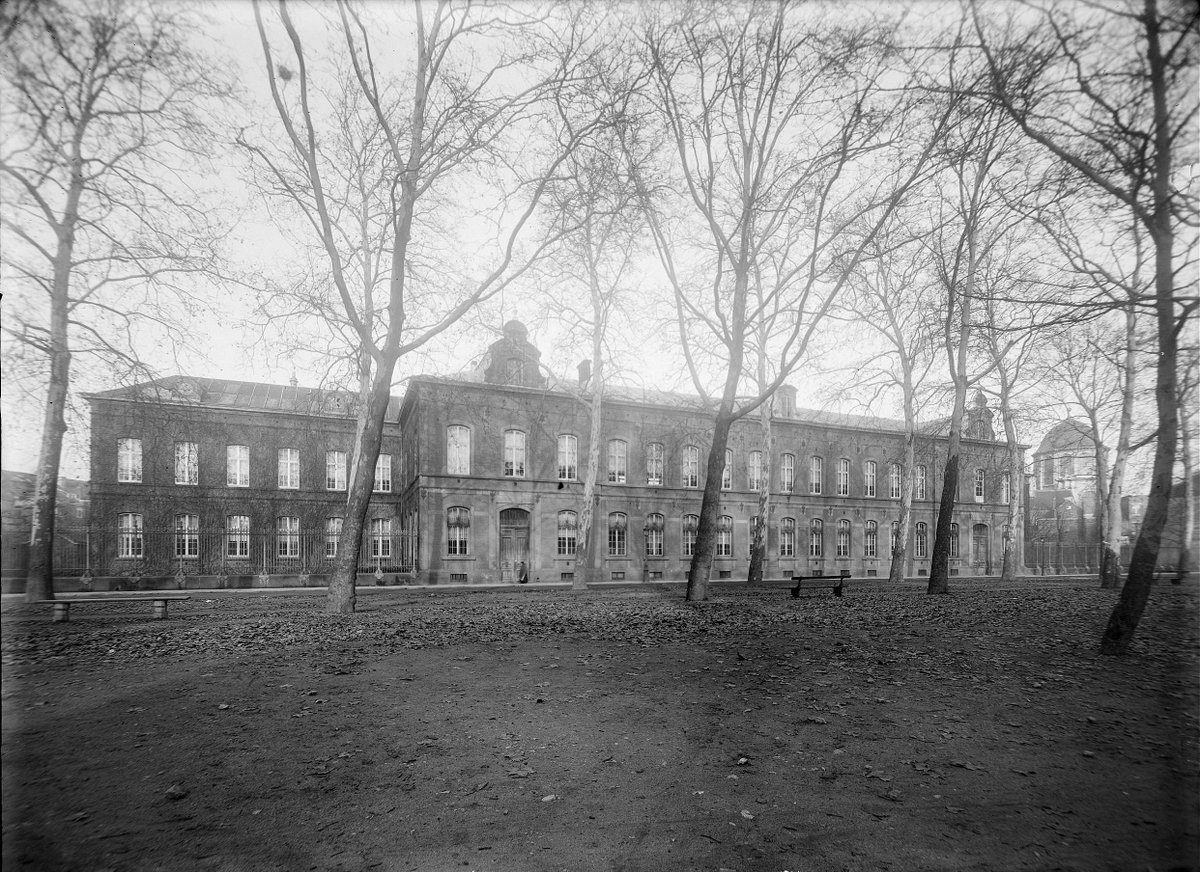
Het godshuis Hendrik Speecq

Hendrik Speecq (Mechelen, 19 juni 1781 - aldaar, 24 oktober 1852) liet aan het bestuur der Burgerlijke Godshuizen aanzienlijke goederen na, waarvan de inkomsten moesten gebruikt worden voor het onderhoud van gehuwde ouderlingen. Zo werd in 1861 een gebouw voor gehuwde bejaarden gebouwd, dat de officiële naam "Hospice Speecq" draagt. In de volksmond werd dit tehuis "'t ôôt pêkesôas" genoemd (het oudepeekeshuis) of nog "'t gotsôôs" (het godshuis).
In 1898 hernoemde men de Potterijvest, die aan dit gebouw lag, naar Hendrik Speecqvest.
Later werd het godshuis overgenomen door het OCMW. In 1974 werd het afgebroken en vervangen door het moderne Hof van Egmont. Het grote plein in het midden van de Speecqvest werd ter wille van het autoverkeer volledig opgeofferd en maakt thans deel uit van de Mechelse ring.